# Беларускі шлях
Беларускі шлях (укр. Білоруський шлях) — щоденна суспільно-політична газета білоруською мовою.

## Історія
Видавалася з 8 березня до 23 серпня 1918 в Мінську в умовах німецької окупації. Редактор-видавець № 1 - Павло Алексюк; з № 2 до кінця видання редактором був Олександр Прушинський (псевдонім - О. Гарун), видавець - товариство «Заранка» (укр. Захід). Співпрацювала з газетою «Вольная Беларусь» (мала спільних авторів, обмінювалася матеріалами). Мета видання - соціально-економічне і культурне відродження Білорусі, її державна самостійність і суверенітет. Підтримувала політику Ради Білоруської Народної Республіки (БНР) та її виконавчого органу - Народного секретаріату БНР.

## Діяльність
Докладно висвітлювала національний суспільно-політичний і культурний рух, містила інформацію про білоруський просвітницький рух в містах, селищах і селах, про діяльність Ради БНР, політичних партій та угруповань, мала відділи та рубрики «Міжнародне життя», «Вісті з краю », «Мінське життя», «Вісті з Росії», «Харчова справа», «Маленький фейлетон», друкувала короткі театральні рецензії, вірші, офіційну інформацію німецьких штабів про хід військових дій.
У передовицях і інших матеріалах висвітлювала соціально-економічне і політичне положення Білорусі після Берестейського миру. Головним підсумком Першої світової війни і революції вважала розпад Російської імперії та боротьбу народів за національне самовизначення. Критикувала політику більшовиків і Радянської Росії, антибілоруську позицію Лева Троцького, боролася проти русифікації та полонізації білоруського народу, викривала ігнорування національних інтересів Білорусі, прагнення різних зарубіжних сил розділити її територію і таким чином «вирішити» білоруську проблему. Газета закликала народ не допустити панування Польщі в Білорусі (статті «Доля білорусів», 27-28 березня, «Польща та її сусіди», 15 червня). Редакція газети схилялася до компромісної позиції щодо сусідніх держав (Росії, Польщі, Литви, України тощо), проте за умови визнання ними політичної, історичної та культурної самостійності Білорусі. Виступала за післявоєнний союз колишніх народів Великого Князівства Литовського та Речі Посполитої, сподівалася на підтримку Німеччиною Білорусі в її прагненні до економічного та політичного співробітництва з європейськими державами. Одночасно виступала за добросусідські відносини з Росією за умови визнання нею політичної незалежності Білорусі.
Газета підтримувала багатопартійніст політичної системи, демократичні вибори на всіх рівнях влади, захищала інтереси білоруського селянства, виступала за розвиток економічної та культурної ініціативи міст, містечок і сіл краю. Основною силою історичного руху співробітники газети вважали свідому інтелігенцію, яка організує і веде за собою робочі класи населення. Народ, на їхню думку, здавна був гарантом економічної і політичної сили суспільства, хранителем національної культури, мови, традиційного способу життя, а міста і селища - регіональними центрами освіти, культури, економічної ініціативи і кооперативного руху.
25 березня 1918 року газета опублікувала Третю Статутну грамоту Ради БНР, за якою Білорусь оголошувалася незалежною, неподільною і демократичною республікою. Друкувала статті про стан сільського господарства, перспективи післявоєнного відновлення економіки. Критично, але позитивно оцінила діяльність Белнацкома і газети «Дзянніца» (23 травня). Сприяла організації білоруських шкіл, просвітницьких гуртків, пропаганді білоруської культури, розвивала ідею спадкоємності в розвитку загальнолюдської і національної культури. Інформувала про діяльність Першого білоруського товариства драми і комедії (п'єси Янки Купали, Франтішека Олехновича, творчість Флоріяна Ждановича, Пауліни Мядьолки та ін.), організацію білоруського дитячого театру у Вільнюсі (театр С. Корф). Повідомляла про плани створення Білоруського університету.
У газеті виступали зі статтями та нарисами О. Прушинський (псевд. А. Гарун, I. Живиця, сальвія, А. П.), Змітрок Бядуля (псевд. третій Б., П-ик та ін.), О. Власов. На її сторінках друкувалися вірші, нариси і статті З. Бядули («Сучасна війна і відродження підкорених народів», «Ставлення білорусів до сусідніх народів», «Крайова інтелігенція» та ін.), вірші на актуальні теми і фейлетони К. Ралюса (З.Вехавця), нариси В. Голубка та інших авторів (підписані псевдонімами), некрологи («К. Костровицький», «А. Петрашкевіч»).